# Anthocleista longifolia
Anthocleista longifolia là một loài thực vật có hoa trong họ Long đởm. Loài này được (Lam.) Boiteau mô tả khoa học đầu tiên năm 1973.